# Vizcaíno (apellido)
Vizcaíno es del género de los toponímicos y está muy extendido por el País Vasco, Navarra, La Rioja y Asturias. 
Uno de los troncos estuvo asentado en la villa de Miranda de Arga, a la que perteneció don Juan José Vizcaíno que en 1691 obtuvo asiento en Cortes después de un litigio ante los Tribunales de aquel Reino. Acreditó ser natural de Miranda de Arga e hijo legítimo de don Diego y doña Ambrosia Vizcaíno, demostrando su nobleza de sangre.
El blasón queda legitimado por la certificación extendida por el Rey de Armas de Carlos III, don Alfonso de Guerra y Villegas, a don Juan Antonio de Dávila y Madrid, Villasinda y Vizcaíno.
Sebastián Vizcaíno, aunque español, tuvo la mejor parte de su vida en México, donde murió en 1623 dejando muchos descendientes.
Otra rama del apellido llega a Colombia, especialmente a la costa norte. (Especialmente en los Municipios de Manatí y Sabanalarga ATLANTICO) igualmente a La Guajira.
En Ecuador, el apellido Vizcaíno se asentó principalmente en el norte proveniente de Colombia, habiendo también migraciones directas a Guayaquil vía el Golfo de Guayaquil y Manabí

## Artículos en Wikipedia
- Juan Vizcaíno (n. 1966), exfutbolista y entrenador español.
- Artículos que contienen el término Vizcaíno.

- Datos: Q6164290
- Multimedia: Vizcaíno (surname) / Q6164290